# Ludvig 1. af Bourbon-Vendôme
bLudvig 1. af Bourbon-Vendôme (Ludvig 1., greve af Vendôme) (født 1376, død 21. december 1446) var greve af Vendôme fra 1403 til 1446. Han var tiptipoldesøn af kong Ludvig 9. af Frankrig (død 1270), og han blev tiptipoldefar til kong Henrik 4. af Frankrig. 
Ludvig 1. deltog i flere krige.

## Familie
Ludvig 1. var søn af grev Jean 1. af Bourbon-La Marche og Catherine af Vendôme (1354–1412). 
Ludvig 1. var gift to gange. Hans andet ægteskab var med Jeanne de Montfort-Laval (død 1468). I dette ægteskab blev han far til to døtre og til sønnen Jean 8. af Bourbon-Vendôme. 